# Walter Zimmermann (botanicus)
Walter Max Zimmermann (Walldürn, 9 mei 1892 - Tübingen, 30 juni 1980) was een Duitse botanicus. Zijn belangrijkste onderzoeksgebied was de fylogenie van de planten.

## Levensloop
Zimmermann behaalde zijn doctoraat aan de Universiteit van Freiburg (Duitsland) in 1921. Hij doceerde plantkunde aan een particuliere school te Tübingen tussen 1925 en 1929 als privaatdocent en als buitengewoon hoogleraar tussen 1929 en 1980.
Zimmermann is de opsteller van de teloomtheorie, waarmee hij de fylogenie van de planten met drie hoofdorganen (wortel, stengel en blad) beschrijft (Zimmermann 1938, 1952, 1965). Zijn baanbrekende theoretische publicatie is Arbeitsweise der botanischen Phylogenetik und anderer Gruppierungswissenschaften, voor het eerst gepubliceerd in 1931.
Ook werd Zimmermann bekend door zijn samenwerking met Arthur Cronquist en Armen Tachtadzjan in de indeling van Embryophyta (Cronquist e.a. 1966). Willi Hennig verwees naar hem als "een van de beste moderne theoretische werkers in de plantensystematiek" (1966:9).
In de tijd van het nationaalsocialisme was hij sinds 1934 lid van de NS-Lehrerbund. Zimmermann was een voorstander van de rassenwetten van Neurenberg. In 1938 publiceerde hij de eerste uitgave van het in 1969 opnieuw bewerkte boek over erfelijkheid: Vererbung "erworbener Eigenschaften" und Auslese.

## Publicaties
- 1930 Die Phylogenie der Pflanzen.
- 1949 Geschichte der Pflanzen.
- 1953 Evolution. Die Geschichte ihrer Probleme und Erkenntnisse. (Orbis academicus, Band II/3) Verlag Karl Alber, Freiburg / München. ISBN 3-495-44108-5.
- 1959 Die Phylogenie der Pflanzen. 2. Auflage.
- 1961 Walter Max Zimmermann & Dieter Peter Baur: Der Federsee.
- 1965 Die Telomtheorie.
- 1968 Evolution und Naturphilosophie.
- 1969 Vererbung "erworbener Eigenschaften" und Auslese. 2.Auflage
- 1976 Evolución vegetal.

- Bibsys: 90402391
- Bibliothèque nationale de France: cb123881673 (data)
- Author citation (botany): W.Zimm.
- Catàleg d'autoritats de noms i títols de Catalunya: 981061033774506706
- CiNii: DA01575041
- Gemeinsame Normdatei: 118772961
- International Standard Name Identifier: 0000 0001 0898 9093
- Library of Congress Control Number: n85804935
- Nationale Bibliotheek van Tsjechië: uk2007402731
- Nationale bibliotheek van Australië: 36510208
- Nationale Bibliotheek van Israël: 987007282267905171
- Nederlandse Thesaurus van Auteursnamen: 068474121
- Système universitaire de documentation: 073659738
- Trove: 1264115
- Virtual International Authority File: 49306861
- WorldCat: E39PBJxH3cyjqjw3ypQXtCjwG3